# Francesco Maria Taliani de Marchio
Francesco Maria Taliani de Marchio (Ascoli Piceno, 22 ottobre 1887 – 16 marzo 1968) è stato un diplomatico italiano.

## Biografia
Francesco Maria Taliani de Marchio si è laureato in legge a Roma nel 1910 ed è entrato in diplomazia nel 1911. Nel 1912 viene assegnato a Berlino. Nel 1913 viene trasferito a Costantinopoli dove negozia un accordo consolare per la protezione dei cittadini e degli interessi italiani nell'Impero ottomano dopo la conquista della Libia. Dal 1916 al 1919 presta servizio a San Pietroburgo durante la Rivoluzione d'ottobre. Dopo un periodo a Roma al Ministero Affari Esteri negli anni '20 viene assegnato a Londra e di nuovo ad Istanbul.
Dal 1929 al 1931 è a Roma come capo del cerimoniale del Ministero degli Esteri. Nel 1932 è nominato Ambasciatore del Regno d'Italia nei Paesi Bassi. Nel 1938 viene inviato come Ambasciatore del Regno d'Italia in Cina, dove resta tra alterne vicende fino al 1946. Rientrato in Italia dopo la guerra, nel 1951 viene inviato come Ambasciatore nella Spagna di Francisco Franco dove conclude la sua carriera.

### Shanghai e l'internamento nei campi prigionia giapponesi
Inviato in Cina nel 1938 come Ambasciatore presso il Governo nazionalista di Chiang Kai-shek a Nanchino, vi giunse in una fase della Seconda guerra sino-giapponese in cui le grandi avanzate nipponiche, con la cattura della capitale (ed il conseguente massacro di Nanchino) e l'attacco a Shanghai, avevano obbligato Chiang Kai-shek a spostare il Governo a Chongqing. Quando Mussolini riconobbe il governo fantoccio filo-giapponese di Wang Jingwei, Taliani presentò a lui le sue credenziali.
Dopo l'8 settembre 1943 fu arrestato dai giapponesi. Avendo rifiutato di giurare fedeltà alla Repubblica Sociale Italiana,  fu internato assieme alla moglie in un campo di concentramento giapponese nei pressi di Shanghai, dove rimase per due anni fino alla fine della guerra. Dopo la fine delle ostilità, il nuovo Governo di Alcide De Gasperi lo riconfermò come Ambasciatore in Cina fino all'arrivo, nel 1946, di Sergio Fenoaltea.
Taliani pubblicò diversi libri nel corso della sua vita, la maggior parte dei quali basati sulle esperienze maturate nel corso della sua carriera diplomatica.

### Matrimonio
Taliani sposò l'arciduchessa Margherita d'Asburgo-Lorena nel 1937. Non ebbero figli.

## Pubblicazioni
- Pietrogrado, 1917, Arnoldo Mondadori Editore, Verona, 1935.
- Petersburg 1917: herinneringen van een gezantschaps-secretaris in dienst bij de Italiaansche ambassade in Rusland in de jaren 1917 en 1918, Van Kampen & Zoon, Amsterdam, 1936.
- Vita del Cardinal Gasparri. Segretario di Stato e povero prete, Arnoldo Mondadori Editore, Verona, 1938.
- È morto in Cina, Arnoldo Mondadori Editore, Verona, 1949.
- Muriò en China, Sucesores de Rivadeneyra, Madrid, 1952.
- Vida del Cardenal Gasparri, Editora Nacional, Madrid.
- Dopoguerra a Shangai, Garzanti, Milano, 1958.
- Veli stracciati, Arnoldo Mondadori Editore, Milano, 1966.